# Onthophagus timorensis
Onthophagus timorensis är en skalbaggsart som beskrevs av Antoine Boucomont 1914. Onthophagus timorensis ingår i släktet Onthophagus och familjen bladhorningar. Inga underarter finns listade i Catalogue of Life.